# Помираючий та воскресаючий бог
Помираючий та воскресаючий бог — широко поширений міфологічний архетип, на думку Джеймса Фрейзера і його послідовників.

Відповідно до теорії Дж. Фрейзера, викладеної ним у книзі Золота гілка, образ вмираючого й воскресачого бога (Осіріс, Адоніс) являє собою уособлення сил природи, «вмираючої» восени і «воскресаючої» з приходом весни (пор. також міф про Персефону). Варіантом міфу є сюжет, згідно з яким божество не вмирає, але йде кудись (нерідко — в царство мертвих, подібно Персефоні або Тамузу, тобто вмирає символічно), безслідно зникає, а потім повертається. Згідно обрядової теорії походження міфу Фрейзера, всі вмираючі і воскресаючі боги колись були реальними священними царями і обожненими правителями, убитими при перших ознаках занепаду родючості з метою її відродження.

Поступово ритуальне царевбивство змінилося жертвопринесеннями.